# Banjë
Banjë / Banja (cyr. Бања) – wieś w Kosowie, w regionie Prizren, w gminie Malishevë/Mališevo. W 2011 roku liczyła 3639 mieszkańców.